# 鐵路軌道
鐵路軌道（英文：Railway track），是一種鐵路設施，簡稱路軌、鐵軌、軌道等，也称钢轨、股道。用於鐵路上，並與轉轍器及道岔合作，令火車無需轉向便能行走。軌道通常由兩條平衡的鋼軌組成。鋼軌固定放在枕木上，枕木之下為道碴。
以鋼鐵製成的路軌，可以比其它物料承受更大的重量。枕木亦稱軌枕或路枕，功用是把鋼軌的重量分開散佈，和保持路軌固定，維持路軌的軌距。
一般而言，軌道的底部為石礫鋪成的道碴或道砟。道碴亦稱路碴、碎石或道床，為軌道提供彈性及排水功能。鐵軌也可以鋪在混凝土築成的基座上（在橋上就相當常見），甚至嵌在混凝土裏（比如在与道路同平面相交处，轨道和道路一同建设的情形）。

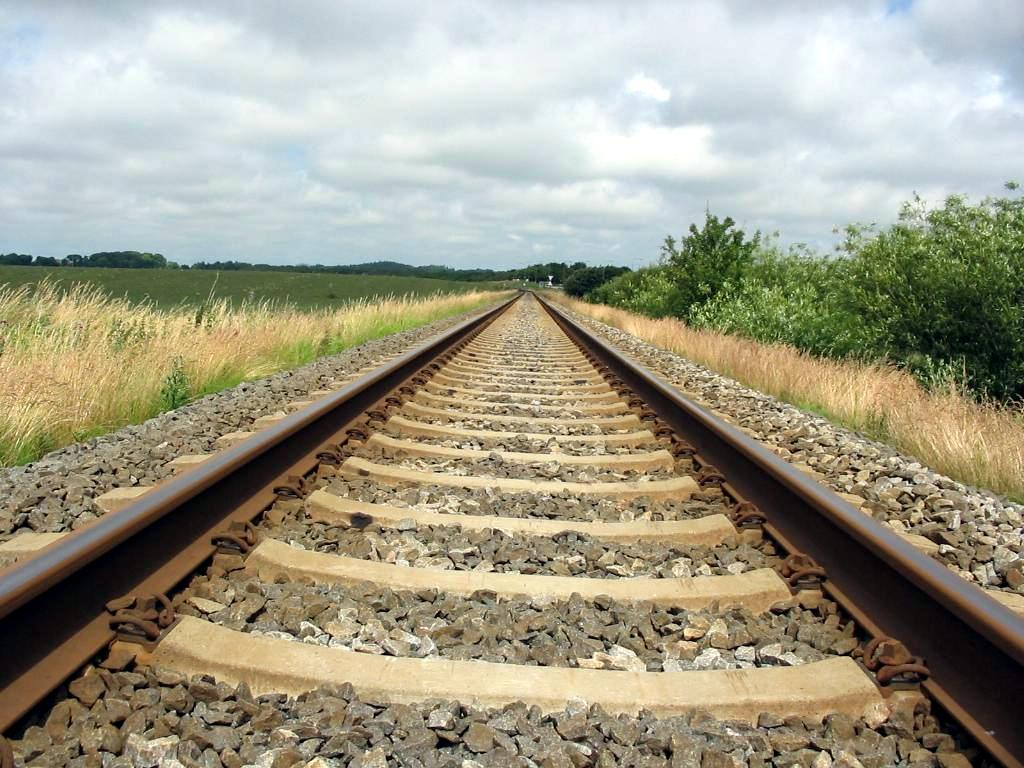
鐵路路軌

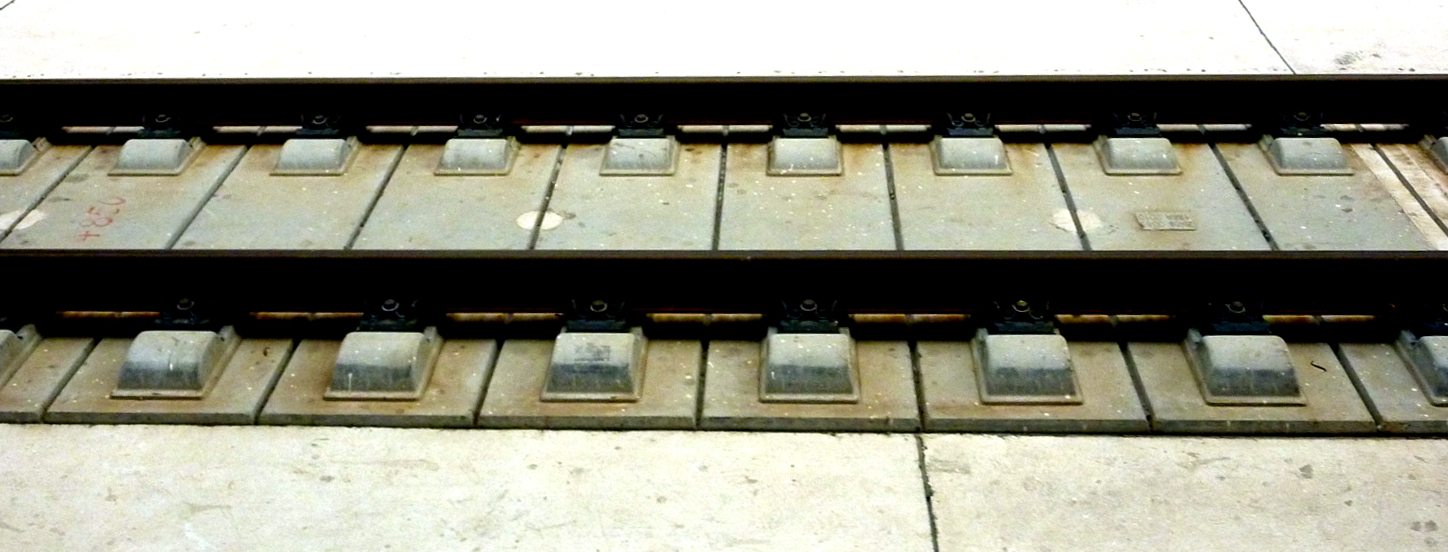
无道砟铁轨

## 鐵路鋼軌

鋼軌的切面。左邊的屬於平底型，可以穩定地放在枕軌上。右邊的是凸頭型，在英國曾經常用。最初設想是一個軌面磨損過後，還可以反轉後使用另一面。

最早期的路軌使用的「板式鐵軌」，用很薄的鐵片釘在木製的路軌上製成。但這種路軌的承重很低，所以雖然建造的成本很低，但長遠來說並不划算，目前此类路轨仅在木製雲霄飛車上广泛使用。
後來鐵路開始改用鐵軌，經過數十年的改進，使用的物料改成鋼，而鋼的質素亦得到很大的提高。鐵路上使用的鋼軌必須承受巨大的壓力，故此需要使用鋼料質素極高的鋼材。鐵路鋼軌對鋼的要求比其他的應用都為高。同樣的小瑕疵，在建築物使用的鋼筋內出現可能不會產生任何問題；但在鐵路鋼軌出現則隨時會導致路軌斷裂而引致列車出軌。　
鋼軌並不便宜，佔鐵路成本中相當重要的部分。
現代使用的鋼軌切面成「工」字形，類似結構工程用的工字梁，其分為與車輪接觸的軌頭、中間的軌腰及底部的軌底。不同的路線對鋼軌的強度、穩定性及耐磨性都有不同的要求。因此鋼軌亦有不同的規格。一條路線上應該選擇使用那一種，需要考慮經濟及技術等因素。
鋼軌的種類及強度以kg/m表示。每公尺越重的鋼軌所能承受的重量亦越大。現在歐洲的鐵路常見的鋼軌有以下多種重量：
- 40kg/m
- 50kg/m
- 60kg/m

中國則有：
- 50kg/m
- 60kg/m
- 75kg/m

主要線路使用的是60kg/m或75kg/m的鋼軌。
美國使用的鋼軌更重，某些運煤線路可重達77kg/m。

## 接合

### 魚尾板

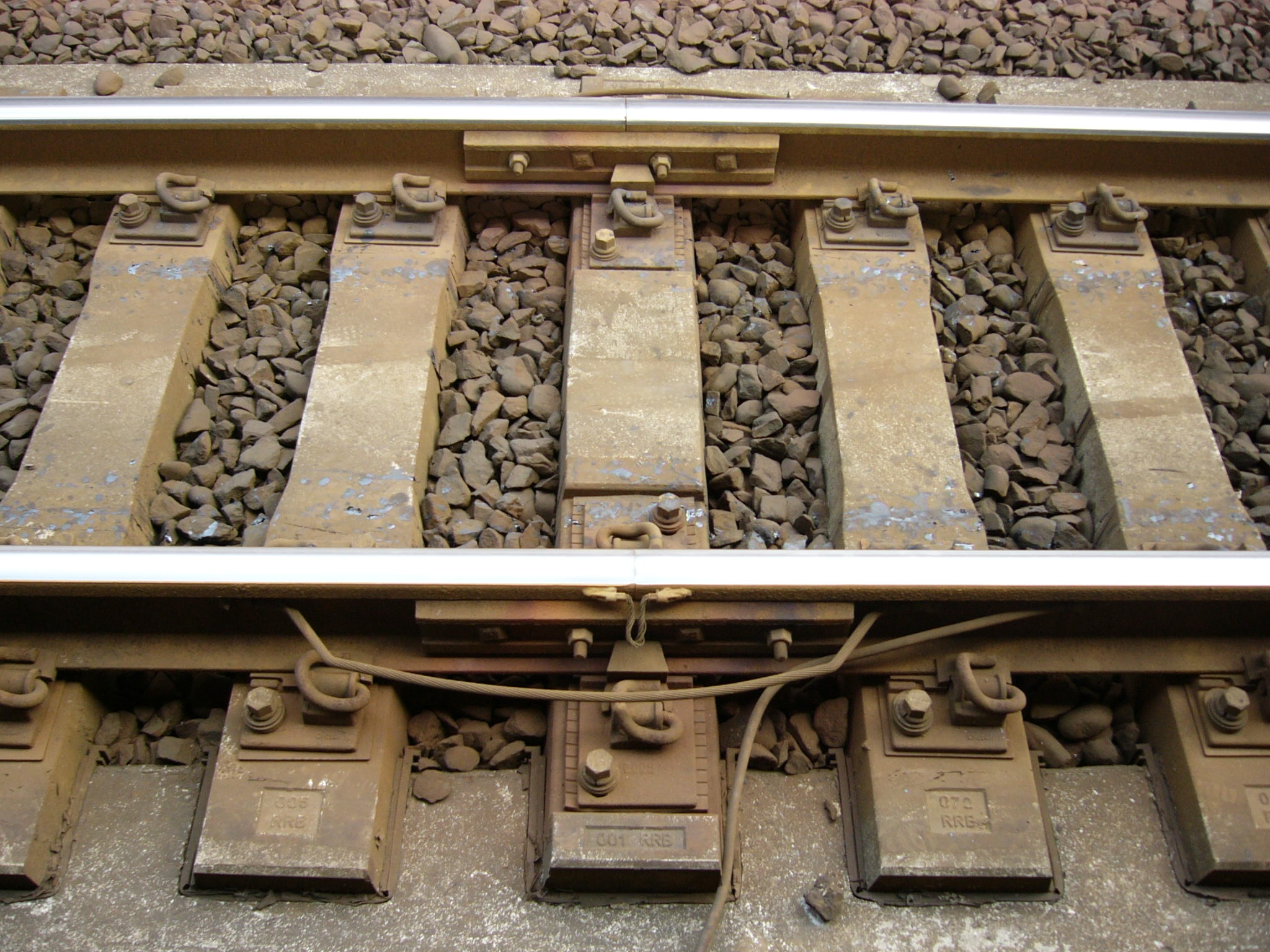
魚尾板

把鋼軌連接成軌道的方法有多種。最傳統的做法會把二十公尺左右一截的鋼軌固定在軌枕之上，各截鋼軌之間有接頭（亦稱接縫）。英國習慣兩條路軌會在相同的地方有接頭，但美國則會放在不同的地方。接頭使用魚尾板（亦稱魚尾鈑）接合，它是一塊約六十厘米長的鋼板，兩端有四或六口鋼栓，用來扣在鋼軌上的小洞。鋼軌之間特地留有間隙，約為6mm寬，稱為伸縮接縫。鋼軌上魚尾板上鋼栓通過的小洞是橢圓形的，這樣鋼軌就可以在炎熱的天氣下有膨脹的空間。這對鋼軌是非常重要的：如果沒有膨脹的空間，每當溫度改變一度，鋼軌就需要承受1.6噸的壓力或拉力。如果一個地方每年最高及最低溫度相差三十度，這力可以達到五十噸。一條鋼軌可能會因而變得歪歪斜斜，影響行車安全。　
雖然這樣可以解決熱脹冷縮的問題，但是路軌上留有的小接縫使列車駛過時產生噪音。除非路軌的保養得非常良好，否則這種有接縫的路軌不適宜讓高速列車行駛；也會影響鐵路運輸的平穩性。很多鐵路發達的國家依然會在低速路線、非重要的路線或支線使用這種路軌接合。魚尾板亦常見於缺乏現代化投資的路線。美國由於車速不快，且木製枕木成本便宜，大部分的路線都使用魚尾板木製軌枕。

### 持續焊接

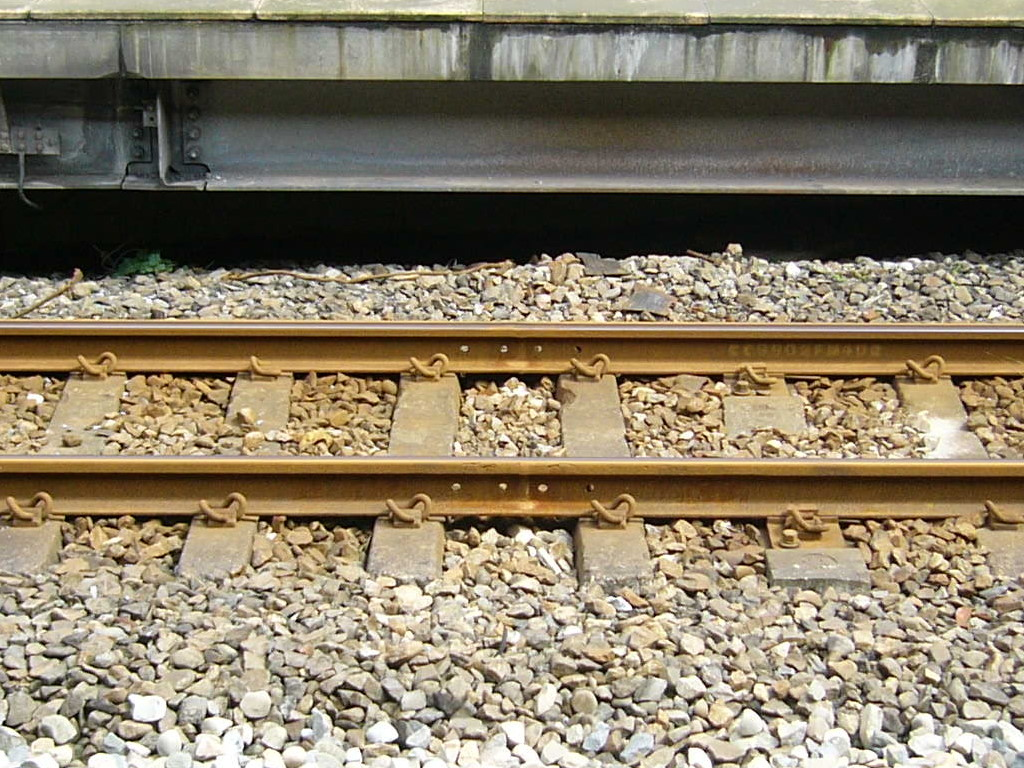
持續焊接軌道

另一種較新的連接鋼軌的方法是持續焊接軌道（Continuous Welded Rail，CWR），亦稱長焊鋼軌。這種方法把數公里長的鋼軌以鋁熱劑焊接接成連續的一條。由於沒有了接縫，使得路軌的強度獲得增加、需要的維修較少，車輛行駛時也更平穩、安靜。
焊接接合軌道的成本較使用魚尾板來的昂貴。但強度及平穩性較高，車輛可以在持續焊接軌道上以更高速度行駛，摩擦力亦得到減少。
為解決無縫軌道在冷縮熱脹時可能會歪曲的問題，鋼軌需要被緊緊地鎖定在線路上，使它們的伸縮自由受到限制。一般的做法是使用混凝土製成的軌枕，用堅固的扣件把鋼軌扣上，下方再配以足夠的道碴或使用無道砟軌道。每次更換或敷設鋼軌時，鋼軌會被先被拉長使它們膨脹，然後才鎖定在軌枕上。這樣就算日後溫度增高，路軌的膨脹亦會減少。鎖定軌道的溫度亦很重要。一般每段軌道都會參考當地最高及最低溫度，然後計算出合適的溫度。如果日後溫度超出最初的預算（例如出現異常的炎夏或寒冬），無縫軌道可能會彎曲或斷裂。
使用持續焊接的軌道仍然可以在需要的地方使用接頭。但這些接頭多數都不是九十度直線打橫越過鋼軌，而是以很斜的角度接合。這樣車輪經過時的震動及噪音都會大大減少，但鋼軌仍然會有膨脹的空間。這種接頭被稱為調節道岔（Adjustment Switch）。

## 鐵軌檢測
鐵軌檢測系統可裝載於軌道檢查車和列車上，這套系統可針對鐵軌道，檢測軌面、軌足、枕木、扣件、螺栓、道床、道碴等做檢查。此系統可提供實時跟蹤圖像記錄和狀態監測，並可以瑕疵分類和自動軌道裂紋和缺陷的位置報告功能。

## 維修
鐵路軌道必須經常維修以維持良好運作狀態。路軌維修是繁重的工作，以往要花費很多人力來完成，近年逐漸以機器取代。鐵路軌道的主要保養維修工作包括有：
- 打磨鋼軌，改善鋼軌的平面及縱面
- 更換部分或全部鋼軌
- 更換軌枕（混凝土道枕基座除外）
- 搗固、清理、更換及補充道碴（无砟导轨除外）

## 相關題目
- 轨距

### 文献
- 徐鹤寿. . 中国铁道科学. 2003, (2): 4-10.

## 外部連結
- 科普鐵路館 （页面存档备份，存于）